# Narciarstwo dowolne na Zimowej Uniwersjadzie 2009
Narciarstwo dowolne na Zimowej Uniwersjadzie 2009 odbyło się w dniach 20-25 lutego na obiekcie w Yabuli koło Harbinu.
Do rozdania było 5 medali.

## Terminarz
| Dyscyplina            | 17.02 | 18.02 | 19.02 | 20.02 | 21.02 | 22.02 | 23.02 | 24.02 | 25.02 | 26.02 | 27.02 | 28.02 |
| --------------------- | ----- | ----- | ----- | ----- | ----- | ----- | ----- | ----- | ----- | ----- | ----- | ----- |
| Mężczyźni             |       |       |       |       |       |       |       |       |       |       |       |       |
| aerials indywidualnie |       |       |       |       |       |       | ●     |       |       |       |       |       |
| skicross              |       |       |       | ●     |       |       |       |       |       |       |       |       |
| Kobiety               |       |       |       |       |       |       |       |       |       |       |       |       |
| aerials indywidualnie |       |       |       |       |       |       |       | ●     |       |       |       |       |
| skicross              |       |       |       | ●     |       |       |       |       |       |       |       |       |
| Mieszane              |       |       |       |       |       |       |       |       |       |       |       |       |
| aerials drużynowo     |       |       |       |       |       |       |       |       |       | ●     |       |       |
| Medale złote          | -     | -     | -     | 2     | -     | -     | 1     | 1     | -     | 1     | -     | -     |

## Konkurencje
| - aerials indywidualnie - skicross | - aerials indywidualnie - skicross | - aerials drużynowo |

## Medale
| Konkurencja           | Złoto                                    | Srebro                                                     | Brąz                                              |
| Mężczyźni             |                                          |                                                            |                                                   |
| Aerials indywidualnie | Jia Zongyang                             | Liu Zhongqing                                              | Wu Chao                                           |
| Skicross              | Antonie Gallard                          | Andreas Tischendorf                                        | Manuel Eicher                                     |
| Kobiety               |                                          |                                                            |                                                   |
| Aerials indywidualnie | Li Nina                                  | Cheng Shuang                                               | Dai Shuangfei                                     |
| Skicross              | Katrin Ofner                             | Carlotta Nicoletta                                         | Julija Liwinska                                   |
| Mieszane              |                                          |                                                            |                                                   |
| Aerials drużynowo     | Chiny Jia Zongyang Liu Zhongqing Li Nina | Białoruś Cimafiej Sliwiec Dzianis Osipau Marija Szczerbina | Rosja Władimir Lebiediew Jurij Szapkin Anna Zukal |